# Persone di nome Theo
| Questa pagina contiene informazioni ricavate automaticamente dalle voci biografiche con l'ausilio del template Bio e di un bot. L'aggiornamento è periodico e automatico e ricostruisce completamente la pagina. Se manca una persona in questa lista, sei pregato di non aggiungerla, ma accertati piuttosto che la sua voce biografica contenga il template Bio e che i dati anagrafici siano correttamente compilati. Se il template Bio manca, inseriscilo tu stesso o, in alternativa, metti l'avviso {{tmp\|Bio}} che ne segnala la mancanza. Se i dati riportati sono sbagliati, correggi direttamente la voce biografica; le modifiche saranno visibili in questa lista entro pochi giorni. Per chiarimenti vedi il progetto antroponimi. La lista contiene solo le 53 persone che sono citate nell'enciclopedia e per le quali è stato implementato correttamente il template Bio. Pagina aggiornata al 16 ott 2024. |

Questa è una lista di persone presenti nell'enciclopedia che hanno il prenome Theo, suddivise per attività principale.

## Allenatori di calcio(5)
- Theo Bos, allenatore di calcio e calciatore olandese (Nimega, n. 1965 - Elst, † 2013)
- Theo Gries, allenatore di calcio e ex calciatore tedesco (Mittelbrunn, n. 1961)
- Theo Janssen, allenatore di calcio, dirigente sportivo e ex calciatore olandese (Arnhem, n. 1981)
- Theo Laseroms, allenatore di calcio e calciatore olandese (Roosendaal, n. 1940 - Zwolle, † 1991)
- Theo Vonk, allenatore di calcio e ex calciatore olandese (Uitgeest, n. 1947)

## Altisti(1)
- Theo Püll, altista tedesco (Viersen, n. 1936 - Bremerhaven, † 2023)

## Artisti(1)
- Theo Jansen, artista olandese (Scheveningen-L'Aja, n. 1948)

## Attori(5)
- Theo Alexander, attore greco (Atene, n. 1981)
- Theo Germaine, attore statunitense (Murphysboro, n. 1998)
- Theo Lingen, attore, regista e sceneggiatore tedesco (Hannover, n. 1903 - Vienna, † 1978)
- Theo Rossi, attore e produttore cinematografico statunitense (New York, n. 1975)
- Theo Trebs, attore tedesco (Berlino, n. 1994)

## Bobbisti(1)
- Theo Kitt, bobbista tedesco (n. 1912)

## Calciatori(18)
- Theo Bongonda, calciatore belga (Charleroi, n. 1995)
- Theo Breuer, calciatore tedesco (n. 1909 - † 1980)
- Theo Brokmann, calciatore olandese (n. 1893 - † 1956)
- Theo van den Burch, ex calciatore olandese (L'Aia, n. 1943)
- Theo Bücker, ex calciatore e allenatore di calcio tedesco (Bestwig, n. 1948)
- Theo Custers, ex calciatore belga (Genk, n. 1950)
- Theo van Duivenbode, ex calciatore olandese (Amsterdam, n. 1943)
- Theo Hernández, calciatore francese (Marsiglia, n. 1997)
- Theo Klöckner, ex calciatore tedesco (n. 1934)
- Theo Koenen, calciatore tedesco (n. 1890 - † 1964)
- Theodor Redder, ex calciatore tedesco (Werl, n. 1941)
- Theo Robinson, calciatore inglese (Birmingham, n. 1989)
- Theo Schär, calciatore svizzero (Basilea, n. 1903)
- Theo Schetters, calciatore olandese (n. 1896 - † 1973)
- Theo Schönhöft, calciatore tedesco (Steinfeld, n. 1932 - † 1976)
- Theo Valls, calciatore francese (Nîmes, n. 1995)
- Theo Lewis Weeks, calciatore liberiano (Montserrado, n. 1990)
- Theo Wharton, calciatore gallese (Cwmbran, n. 1994)

## Chitarristi(1)
- Theo Goutzinakis, chitarrista, cantante e armonicista canadese (Vancouver, n. 1978)

## Ciclisti su strada(3)
- Theo Eltink, ex ciclista su strada e ciclocrossista olandese (Eindhoven, n. 1981)
- Theo Herckenrath, ciclista su strada belga (Aalst, n. 1911 - Hoogstraten, † 1973)
- Theo de Rooij, ex ciclista su strada, pistard e dirigente sportivo olandese (Harmelen, n. 1957)

## Compositori(1)
- Theo Loevendie, compositore e clarinettista olandese (Amsterdam, n. 1930)

## Direttori d'orchestra(1)
- Theo Alcantara, direttore d'orchestra spagnolo (Cuenca, n. 1941)

## Direttori della fotografia(1)
- Theo van de Sande, direttore della fotografia olandese (Tilburg, n. 1947)

## Educatori(1)
- Theo Thijssen, educatore, scrittore e politico olandese (Amsterdam, n. 1879 - Amsterdam, † 1943)

## Flautisti(1)
- Theo Travis, flautista, sassofonista e clarinettista britannico (Birmingham, n. 1964)

## Giocatori di football americano(1)
- Theo Riddick, giocatore di football americano statunitense (Manville, n. 1991)

## Informatici(1)
- Theo de Raadt, informatico canadese (Pretoria, n. 1968)

## Piloti automobilistici(1)
- Theo Helfrich, pilota automobilistico tedesco (Francoforte sul Meno, n. 1913 - Ludwigshafen am Rhein, † 1978)

## Piloti motociclistici(1)
- Theo Timmer, pilota motociclistico olandese (Amsterdam, n. 1949)

## Pistard(2)
- Theo Bos, pistard e ciclista su strada olandese (Hierden, n. 1983)
- Theo Reinhardt, pistard e ciclista su strada tedesco (Berlino, n. 1990)

## Pittori(2)
- Theo Braun, pittore e grafico austriaco (Chabařovice, n. 1922 - Brunn am Gebirge, † 2006)
- Theo van Doesburg, pittore, architetto e scrittore olandese (Utrecht, n. 1883 - Davos, † 1931)

## Poeti(1)
- Theo Florin, poeta, giornalista e diplomatico slovacco (Dolný Kubín, n. 1908 - Dolný Kubín, † 1973)

## Politici(1)
- Theo Francken, politico belga (Lubbeek, n. 1978)

## Registi(1)
- Theo Frenkel, regista, attore e sceneggiatore olandese (Rotterdam, n. 1871 - Amsterdam, † 1956)

## Sollevatori(1)
- Theo Aaldering, sollevatore tedesco (Wattenscheid, n. 1920 - Essen, † 1979)

## Violinisti(1)
- Theo Olof, violinista e docente olandese (Bonn, n. 1924 - Amsterdam, † 2012)